# Gabriel de Sosa

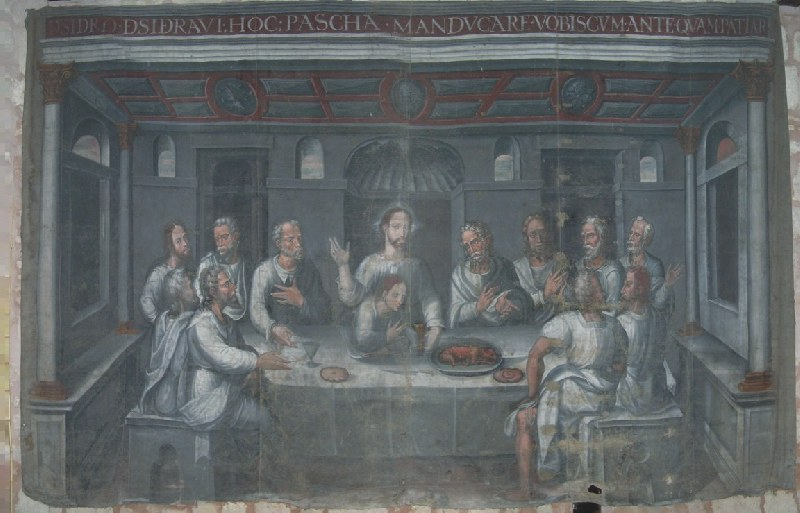
Sarga de la Santa Cena, grisalla con encarnaciones, temple sobre anjeo, 3,30 x 5,72 m, iglesia de Santa María, Maderuelo (Segovia).

Gabriel de Sosa, (c., 1524-1601) fue un pintor manierista español activo en Segovia. A pesar de su discreta calidad y descuidada técnica, son numerosas, aunque en su mayor parte perdidas, las obras documentadas a su nombre, con las que cubre buena parte de la diócesis segoviana en la segunda mitad del siglo XVI.
Las noticias documentales arrancan en 1551 con la pintura de un desaparecido retablo para la iglesia de San Nicolás de Segovia. Escasean las noticias para los años inmediatamente posteriores, en los que debió de trabajar para Carbonero el Mayor. A partir de 1561 —retablo mayor de la parroquial de Valdesimonte y de la ermita de San Mamés en Aguilafuente— se le encuentra compatibilizando la dedicación a obras menores para la catedral con la pintura de retablos para numerosos pueblos de la diócesis, de los que apenas se conservan el retablo mayor de la parroquial de Campo de San Pedro, traspasado en 1592 por la viuda de Diego de Aguilar, el atribuido de Valdevarnés y una sarga con el motivo de la Santa Cena de los seis lienzos que pintó entre 1593 y 1596 para el monumento de Semana Santa de la iglesia de Santa María de Maderuelo. Se conservan también, desmembrado y en muy mal estado, el retablo que pintó en 1566 para Ambrosio del Mercado (Iglesia de San Martín), con los retratos orantes del donante y de su esposa, y la tabla de Cristo en la cruz con el clérigo Gijón arrodillado (Iglesia de San Millán), en la que se sirvió de una estampa de Hieronymus Cock para la composición del paisaje, con las ruinas de la basílica constantiniana.
Por encargo del ayuntamiento, actuó de veedor de los arcos y decoraciones festivas que se hicieron para la Entrada de Ana de Austria en Segovia, en noviembre de 1570, con motivo de su casamiento con Felipe II, y se encargó de la policromía de las grandes figuras que labró para la ocasión Francisco Giralte.
Al frente de un muy activo taller, rival de Alonso de Herrera, con quien pleiteó por los retablos de Aldeanueva del Monte y Pajares de Fresno, y casado con Isabel Cirana, alcanzó una holgada posición económica, como indican algunas inversiones inmobiliarias y en materias primas que realizó al final de su vida.